# Мэйдок
Мэйдок (V век) — игумен из Фиддауна. День памяти — 23 марта.
Святой Мэйдок (Maidoc) был настоятелем монастыря в Фиддауне (Fiddown), Килкенни (провинция Ленстер), Ирландия. Его почитание было весьма велико. С его именем связывают монастырь в Драмлэйне